# Kharga-oázis
A Khárga-oázis (arabul: : الخارجة el-Kárga) Egyiptom legnagyobb oázisa és a legdélibb az öt nagy nyugati oázis közül. 160 km hosszú és 20-80 km széles. A Líbiai-sivatagban, a Nílus völgyétől kb. 200 km-re Ny-ra, Aszjúttól 235 km DNy-ra fekszik. A lakossága mintegy 68 ezer fő volt 2012-ben. Legnagyobb települése Al-Kharga (kiejtve: el-Khárga). A modern és növekvő Al-Kharga városa nemcsak az oázis központja, hanem a Baharijja, Farafra- és Dakhla-oázissal együtt alkotott Új-völgy kormányzóságnak is székhelye. 
A Szudánból Egyiptomba tartó „Negyvennapos út”, a hírhedt Rabszolgaút utolsó előtti állomásaként tett szert jelentőségre már a múltban is. Az ókori Egyiptomban mint „déli oázis” volt ismert. 
A mai várostól alig 3 km-re északra áll a Híbisz-templom. I. Dareiosz perzsa uralkodó építtette a Kr. e. 6. században. Ez az egyetlen nagyobb méretű perzsa templom Egyiptomban. A templommal majdnem átellenben található az Antoninus Pius római császár által Kr. u. 138-ban építtetett templomerőd, az en-Nadúra. Innen északra áll el-Bagavat nekropolisza. Ebben a keresztény temetőben több száz kupolás sír látható. A sírokat 4-7. századi kopt falfestmények díszitik. A legszebben megmaradt festmények az Exodus-kápolnában láthatók és Mózest ábrázolják, amint kivezeti Izrael népét Egyiptomból, az őket üldöző fáraó csapatai elől. 
Barisztól délre egy domb tetején áll a XXV. dinasztia korában épült el-Ghueita-templom, amely egy jó állapotban fennmaradt Ptolemaiosz-kori templom.
Az oázis több más sivatagi oázissal együtt 2003 óta a világörökség javaslati listáján szerepel.

## Galéria

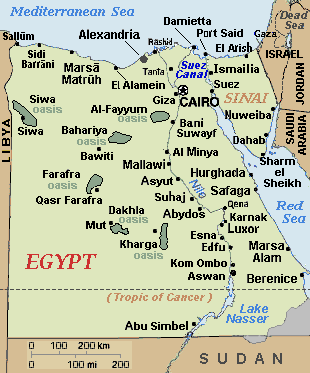
Egyiptom nagyobb oázisai

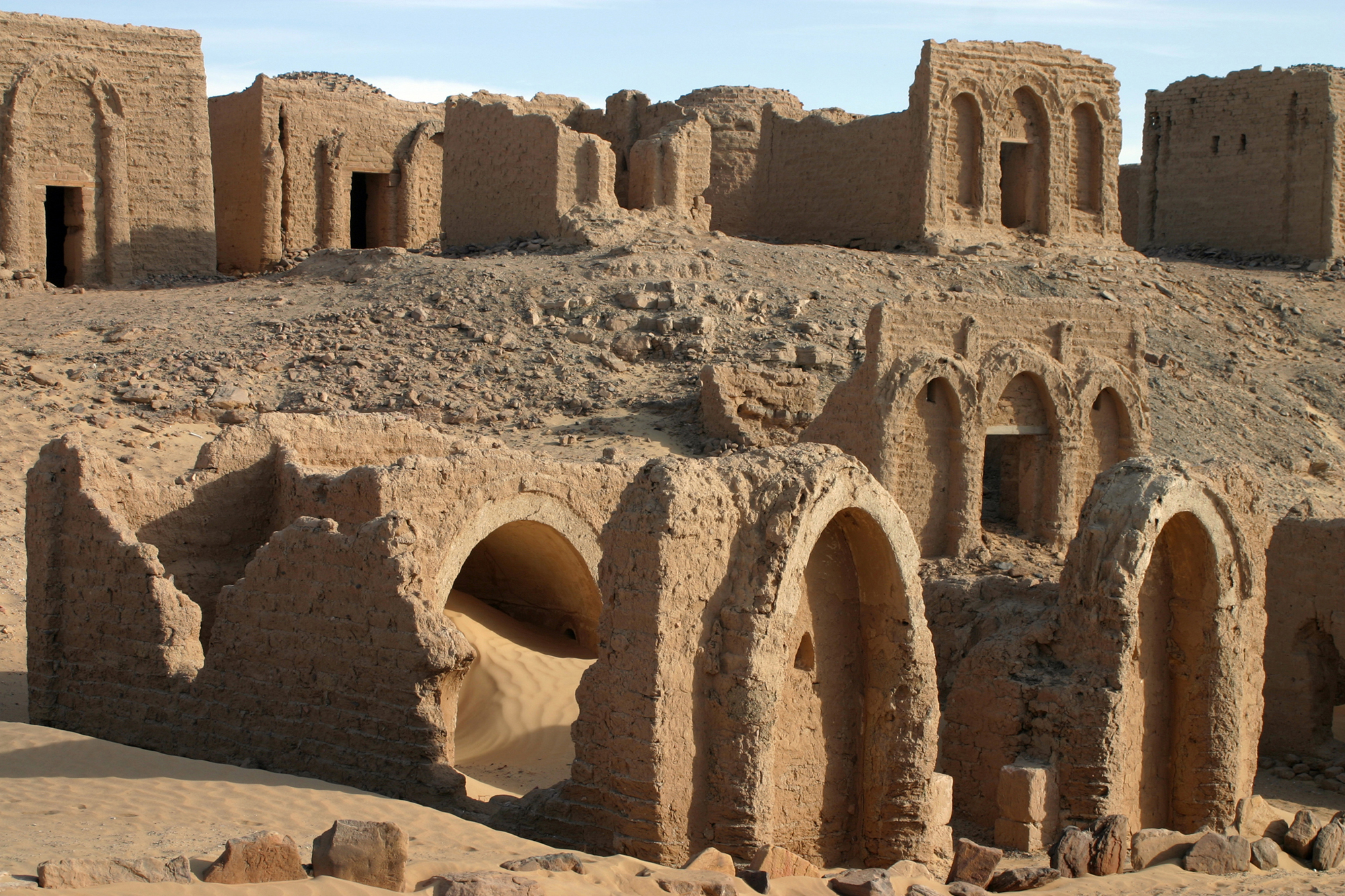
el-Bagavat keresztény temetője
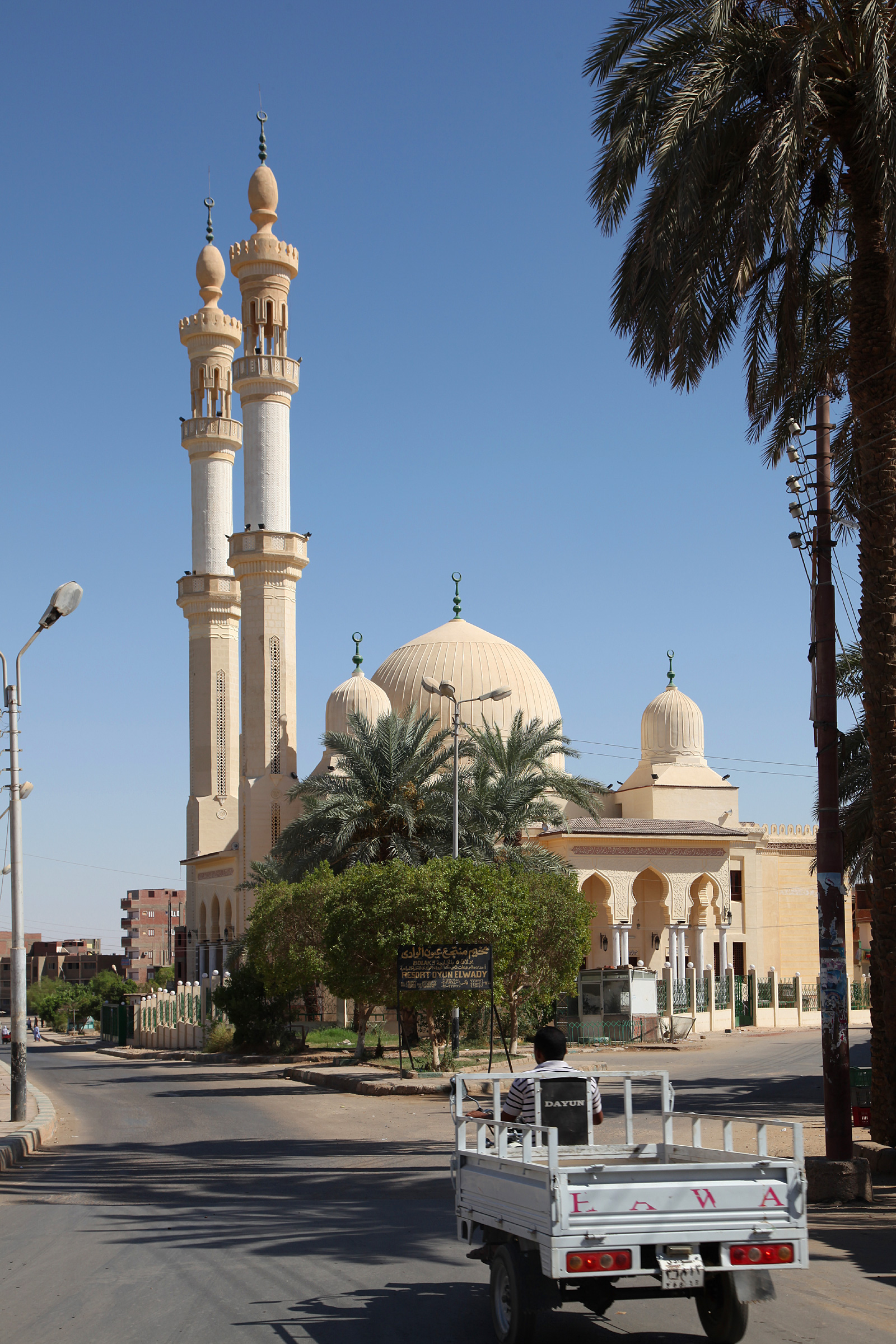
Kharga városának mecsete
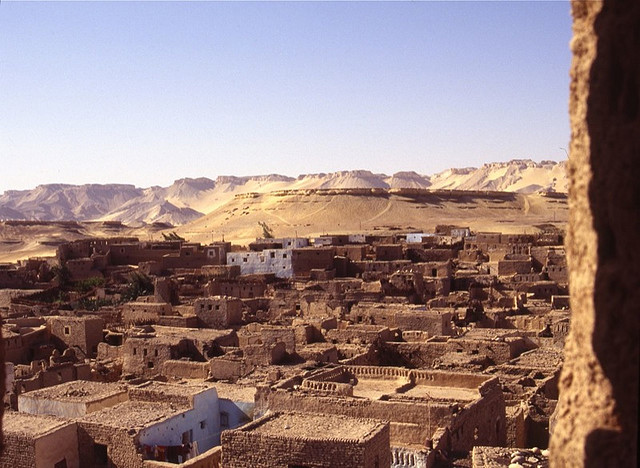
település az oázisban

## Fordítás
Ez a szócikk részben vagy egészben  a   Kharga Oasis című angol Wikipédia-szócikk fordításán alapul.  Az eredeti cikk szerkesztőit annak laptörténete sorolja fel. Ez a jelzés csupán a megfogalmazás eredetét és a szerzői jogokat jelzi, nem szolgál a cikkben szereplő információk forrásmegjelöléseként.